# بذرالبنج واژگون
بذرالبنج واژگون، بذرالبنج زاهدانی (نام علمی: Hyoscyamus nutans) نام یک گونه از سرده بذرالبنج است.